# أميبيث ماكنولتي
أميبيث ماكنولتي (بالإنجليزية: Amybeth McNulty) هي ممثلة كندية-أيرلندية ولدت في 7 نوفمبر 2001،أشتهرت بدور آن شيرلي في مسلسل آن.

## وصلات خارجية
- أميبيث ماكنولتي على موقع IMDb (الإنجليزية)
- أميبيث ماكنولتي على موقع ألو سيني (الفرنسية)
- أميبيث ماكنولتي على موقع قاعدة بيانات الفيلم (الإنجليزية)
- أميبيث ماكنولتي على موقع كينوبويسك (الروسية)